# Malesherbia auristipulata
Malesherbia auristipulata är en passionsblomsväxtart som beskrevs av Mario Héctor Ricardi Salinas. Malesherbia auristipulata ingår i släktet Malesherbia och familjen passionsblomsväxter. Inga underarter finns listade i Catalogue of Life.